# Lucie, après moi le déluge
Pour plus de détails, voir Fiche technique et Distribution.
Lucie, après moi le déluge est un film documentaire français de Sophie Loridon, sorti en salle le 5 juin 2019,.

## Synopsis
Lucie, une paysanne française née le 24 décembre 1916, est le sujet et personnage principal de ce film documentaire. Originaire de Saint-Jeure-d'Andaure, petite commune rurale d'une centaine d'habitants sur du Haut-Vivarais, sur le plateau ardéchois, cette femme, très âgée mais très lucide, raconte sa vie et son histoire.
Le film, qui dure un peu moins d'une heure, permet de faire la découverte de Lucie au fil du temps. Le documentaire ajoute aux images de la paysanne actuelle des images d'archives, dont certaines tournées par le père et le grand-père de Sophie Loridon, qui montrent la vie rude de la paysanne ardéchoise.

Ce film a été imaginé, conçu et réalisé, en 2009, par Sophie Loridon, sa lointaine cousine qui s'explique sur son œuvre lors d'une interview diffusée sur France 3 : 
« Chez Lucie, le temps s'est arrêté […] il était important pour moi de montrer des images du passé et de sa vie. »

## Fiche technique
- Titre original : Lucie, après moi le déluge
- Réalisation : Sophie Loridon
- Image : Sandro Lucerna
- Son: Sophie Loridon et Sandro Lucerna
- Montage son : Laurent Mollard
- Musique : Hugues Laurent
- Société de distribution : Cinedia
- Pays d'origine :  France
- Langue originale : français
- Format : SD 4/3 couleur
- Genre : Film documentaire
- Durée : 58 minutes
- Dates de sortie :
  - France. Cinéma : 5 juin 2019, DVD : 2 décembre 2019

## Distribution
- Lucie Vareilles, âgée de 93 ans lors du tournage, née en 1916 et décédée le 13 juillet 2010[5].

## Autour du film
Distribué par Cinedia, en auto financement, le film a été projeté en avant-première dans de nombreuses salles locales en Ardèche, mais également dans les départements voisins de la Drôme et de la Haute-Loire, attirant un nombreux public,. 
Avant sa sortie nationale, le film a déjà été vu par 16 000 spectateurs de la région Auvergne-Rhône-Alpes, où il a été projeté en 2018 dans divers petits cinémas locaux et des salles des fêtes communales. Il atteint les 30 000 entrées à la suite de sa sortie nationale en mai 2019 qui se termina en décembre 2019.
Le film a été sélectionné dans une douzaine de Festivals, notamment le Festival International Films de femmes à Creteil.